# Диспетчер сеанса Windows
SMSS (аббр. от англ. Session Manager Subsystem Service) — подсистема управления сеансами в Windows NT. Этот компонент не входит в ядро Windows NT, но его работа критически важна для системы. SMSS для своей работы использует NativeAPI. Ядро ожидает освобождение HANDLE процесса SMSS.exe в течение 5 секунд. Если это произойдёт раньше, то ядро зависнет на ошибке SESSION_5_INITALIZATION_FAILED.
Процесс SMSS отвечает за:
- инициализацию переменных окружения
- запуск процессов CSRSS.exe и WinLogon
- контроль работы процесса WinLogon
- запуск AutoChk.exe (которая запускает ChkDsk.exe) и других программ, запускаемых из параметра реестра BootExecute
- выполнение «Pending rename operations» — запланированных операций с файлами до полной загрузки ОС: переименование, копирование, перемещение и удаление
- загрузку Known DLL — библиотек для работы Windows приложений (advapi32.dll, user32.dll, kernel32.dll и др.). Если хотя бы одна из этих библиотек не будет загружена, то произойдёт экстренная перезагрузка или крах системы.

Windows XP может продолжать работу без запущенного SMSS.exe, но при этом компьютер будет работать нестабильно. Если этот процесс не может запуститься, Windows XP отображает синий экран смерти с кодом ошибки c000021a.
В Unix-подобных операционных системах роль SMSS.exe играет Init.